# Río Belcaire
El río Belcaire es un pequeño río de la provincia de Castellón, en la Comunidad Valenciana (España) con un curso intermitente. 

## Curso
Su curso empieza en la Sierra de Espadán, en el término municipal de Alfondeguilla, después cruza Vall de Uxó donde recibe las aguas de la fuente relativamente abundante de San José. Finalmente llega a la llanura de la Plana por el municipio de Moncófar y desemboca en el Mar Mediterráneo, después de un recorrido de 18,2 km. Desde 2006, ha sido objeto de trabajos de regulación para utilizar sus excedentes para la recarga de acuíferos.
Aparece descrito como «Belcayde» en el cuarto volumen del Diccionario geográfico-estadístico-histórico de España y sus posesiones de Ultramar de Pascual Madoz, de la siguiente manera:

BELCAYDE: r. en la prov. de Castellon de la Plana, part. jud. de Nules. Tiene su origen en un pequeño arroyo que nace en la sierra de Espadan al N. de Alfondeguilla, y de otro que corre en el térm. de dich opueblo, partida del Forcall, formando un barranco de poca profundidad que recibe las vertientes del monte llamado Marianét. Ambos arroyos se unen á un cuarto de hora S. de Alfondeguilla, regando una corta porcion de terreno, y despues de pasar por entre los montes Sumet y Pipa, siguiendo su curso en direccion del SE. se introducen en el valle de Uxó que atraviesa enteramente de O. á E., saliendo de la Plana entre Nules y Chilches. Cruza después la carretera de Valencia hasta donde se vé sujeto y estrechado entre las gargantas de los montes, pero libre despues de ellas se derrama sin obstáculo alguno hácia Moncofa, escavando barrancos que cubre y renueva en tres diferentes avenidas, destruyendo de este modo las posesiones de esta pobl., hasta que, llegando á los sitios aguanosos de Almenara, se estiende y los anega por mucho tiempo, introduciéndose en el mar por entre el térm. de dicho Moncofa y el de Mascarell. Este r. es un verdadero enemigo de los hab. de Moncofa, pues no solo destruye sus cosechas en sus repetidas desbordaciones, llevándose la tierra vejetal y dejando arenas en su lugar, sino que, cuando está tranquilo y sin movimiento, exhala vapores mefíticos que los vientos de SE. traen á la pobl. causando con ellos enfermedades que la afligen.
(Madoz, 1846, p. 122)